# Comedy Club
«Comedy Club» (произн. Ка́меди клаб) — юмористическое телешоу производства Comedy Club Production, выходящее на ТНТ с 23 апреля 2005 года. Лауреат премии «ТЭФИ-2017» в номинации «Юмористическая программа/шоу», «ТЭФИ-2023» в номинации «Развлекательное звёздное шоу прайм-тайма» и «ТЭФИ-2025» в номинации «Юмористическая программа»
Нынешние резиденты шоу — Павел Воля (ведущий), Гарик Харламов (ведущий), Тимур Батрутдинов, Демис Карибидис, Марина Кравец, Женя Синяков, Андрей Бебуришвили (ведущий), Иван Половинкин, Зураб Матуа, Дмитрий Сорокин, Андрей Аверин, Антон Иванов, United Sexy Boys, Дмитрий Грачёв, Константин Бутусов, Роман Сафонов, Алексей Шальнов, Дмитрий Ксенофонтов, Никита Никитин, Александр Волобуев, Екатерина Шкуро и Никита Хурда.

## История
Идея привезти в Россию жанр стендап-комедии появилась во время американских гастролей команды КВН «Новые армяне». Арташес Саркисян попал на одно из шоу в пабе Dublin в Лос-Анджелесе и вместе с Артаком Гаспаряном решил адаптировать подобный формат для Москвы. Стать партнёром нового проекта предложили Артуру Джанибекяну, который вложил 600 долларов в организацию дебютной вечеринки. Она состоялась 12 сентября 2003 года в «Касбаре» на Остоженке. Гостями по приглашению Павла Воли, на тот момент работавшего на телеканале «Муз-ТВ» и озвучивавшего Масяню, стали, в частности, Филипп Киркоров, Валентин Юдашкин и группа «Отпетые мошенники».
Первые полтора года вход на вечеринки был бесплатным, а проект жил на долю от выручки ресторана. В канун 2004 года Comedy Club начал сотрудничество с телеканалом «MTV», но оно не продвинулось дальше съёмки новогодней передачи. В июне 2004 года в концертном зале казино Golden Palace за 22 000 долларов, взятых в долг Артуром Джанибекяном, был снят пилотный выпуск шоу при содействии продюсера СТС Александра Цекало. Однако генеральный директор Александр Роднянский посчитал, что оно не вписывается в концепцию канала. Впоследствии это решение было воспринято акционерами СТС как ошибка.
В том же году на одну из вечеринок Comedy Club попал Дмитрий Троицкий, генеральный продюсер канала ТНТ в те годы. После этого Артуру Джанибекяну позвонил генеральный директор ТНТ Роман Петренко с предложением сотрудничества. В январе 2005 года начались съёмки первых программ, а 23 апреля Comedy Club вышел в эфир ТНТ.
В 2006 году Comedy Club вошёл в топ-10 самых коммерчески успешных российских проектов (девятое место с результатом в 3,5 млн долларов) по версии журнала Forbes.
15 апреля 2007 года был показан сотый выпуск шоу. В том же году была создана продюсерская компания Comedy Club Production.
8 апреля 2010 года произошла первая перезагрузка формата Comedy Club. Проект переехал из маленького зала Golden Palace в большой. Ведущими вместо Арташеса Саркисяна стали Гарик Мартиросян и Павел Воля. Зрители впервые увидели группу USB. Появились новые рубрики — «Предварительные ласки» с Сержем Горелым, «Учим иностранные языки» с Демисом Карибидисом, агитационные ролики вымышленного кандидата в депутаты Егора Батрудова, сериал «Митрич» с Сергеем Светлаковым, «Welcome to Russia» с сёстрами Зайцевыми и «Добрый вечер, Марс!» с Александром Незлобиным. Постоянное место на сцене заняли рояль и ударная установка, а также синий диван, два кресла (в 2010—2014 годах) и большой экран.
В 2011 году резиденты проекта были приглашены на встречу с президентом России. Дмитрий Медведев принял их в своей резиденции в «Горках».
В 2012 году контрольный пакет акций Comedy Club Production был продан телеканалу ТНТ за рекордную сумму — 350 миллионов долларов.
В 2017 году произошла вторая «перезагрузка» формата. Съёмки были перенесены в концертный зал «Барвиха Luxury Village», изменилось музыкальное и визуальное оформление передачи.
В 2020 году в условиях всеобщей самоизоляции Comedy Club снял пять спецвыпусков «Карантин Style» по видеосвязи.
В 2024 году сразу после назначения Гарика Харламова креативным продюсером «Comedy Club» комик заявил, что планируется третья «перезагрузка» формата. Юморист подчеркнул, что хочет «найти новый взгляд и новый подход». Чуть позже в одном из интервью он рассказал поподробнее о «перезагрузке» проекта. Новый формат будет ближе к «клубному» и сильно отличаться от прежнего: новая сцена, новые декорации, новые костюмы, расширится состав резидентов, обновится музыка и визуальный ряд шоу. Также озвучена дата премьеры — 20 сентября 2024 года.
19 сентября 2024 года было объявлено, что шоу закрывается, а выходящий 20 сентября выпуск станет последним. На «последнем» выступлении Гарик Харламов и Павел Воля заявили, что это была шутка.

## Бизнес Comedy Club
В 2005 году, когда Comedy Club только стартовал на телевидении, началась региональная деятельность проекта. Уже к 2008 году количество городов, где работали подразделения шоу, превысило 50.
В 2006 году в Турции состоялся первый выездной фестиваль Comedy Club, сопродюсером которого стал Павел Воля. Это был абсолютно новый формат отдыха и живого общения со звёздами. Программа включала в себя не только ежедневные концерты резидентов Comedy Club, но и конкурсы, игры, вечеринки, дискотеки и другие активности. В разные годы подобные мероприятия прошли в Греции, Испании, Китае, Египте и России.
В 2006 году на Московской неделе Comedy Club представил собственную линию одежды. Сопродюсером этого субпроекта выступил Вадим Галыгин. В коллекцию вошли ремни и футболки с юмористическими надписями «Грачи прилетели» и «Суслик suka личность», уже известными зрителям по телевизионным эфирам, а также другие шуточные предметы гардероба. В том числе женские джинсы-полукорсеты, капри в виде буквы «А» с перемычкой между брючинами, джинсы с трусами и расстёгнутой ширинкой, подтяжки в виде галстуков, майки с надписями «Ко’лобок» и профилем Пушкина.
В 2009 году Comedy Club Production открыл первое заведение сети Comedy Cafe для ценителей и любителей юмора Comedy Club. Партнёром проекта выступила группа компаний «Ташир». Креативная концепция была разработана в соответствии с фирменным стилем шоу, интерьером занималась студия Артемия Лебедева. Позднее франшиза Comedy Cafe была продана в такие города, как Санкт-Петербург, Калуга, Тула, Белгород и многие другие. В них часто устраивались кастинги и выступления комиков, открытие каждого сопровождалось большим гала-концертом с участием резидентов Comedy Club.
В 2008 году начал вещание спутниковый телеканал Comedy TV. Его сетка состояла из выпусков Comedy Club и других проектов Comedy Club Production, а также номеров, не вошедших в эфир ТНТ. Кроме того, зрители могли узнавать подробности частной жизни резидентов, смотреть специальные репортажи с фестивалей и юмористические новости, снятые комиками из региональных филиалов. В сентябре 2014 Comedy TV был переформатирован на всех спутниках вещания на «ТНТ-Comedy», а в 2016 — на «ТНТ4».
В 2012 году на частоте 102,5 FM была запущена радиостанция Comedy Radio. Она заменила собой «Первое популярное радио». В последний день его вещания играла песня резидента Comedy Club Павла Воли «Новое» с перерывом на объявление времени до запуска Comedy Radio и рекламу. Основу эфира составили фрагменты из выступлений резидентов Comedy Club и других проектов телеканала ТНТ, а также авторские ток-шоу. Одно из них — «Доброе утро, Америка» — долгое время вела единственная девушка-резидент Comedy Club Марина Кравец.
В 2014 Comedy Club создал линию одежды «Comedy Legend». Первый показ состоялся в рамках «Недели высокого юмора» в Сочи, в нём приняли участие Павел Воля, Тимур Батрутдинов, Вадим Галыгин, Гарик Харламов, Марина Кравец и другие резиденты.
Comedy Club ведёт активную концертную деятельность, причём не только в России, но и за пределами страны. Выступления резидентов проходят в США, Европе и ближнем зарубежье.

## Резиденты

### Нынешние
- United Sexy Boys (USB): Никита (Константин Маласаев), Стас (Андрей Шелков), Гена (Дмитрий Вьюшкин), Турбо (Сергей Гореликов) и Дюша Метёлкин (Андрей Минин)

### Бывшие
- Типа театр имени меня: Дмитрий Артеев, Илья Бебех, Екатерина Воронкина, Алья Кокушкина, Василий Мохов, Иван Ольшанский, Дарья Рупчева, Антон Савинов, Влад Соломко и Алексей Шальнов

На фестивале в Турции в 2006 году вместе с основными резидентами участвовали Антон Федоров, Павел Клецкин, Дмитрий Покрас и Стас Борода. На фестивале на Пафосе гостей представлял Максим «Ледокол» Бахматов. Вместе с основными резидентами участвовали Павел Павлов, «Ля Мажор» Вахитов и Антон Борисов. На фестивале в Сицилии вместе с основными резидентами участвовали Слава «Скала» Комиссаренко и Дмитрий «Размазня» Невзоров.
Иногда на сцене «Comedy Club» вместе с резидентами участвуют и авторы проекта. В разное время в номерах участвовали: Павел Гавриленков, Сергей Кашников и Дмитрий Добролюбов, Никита Хамбиков и Роман Сафонов (до резидентства), Владислав Соломко, Илья Бебех и Иван Ольшански.

### Ведущие
С 2005 по 2010 год ведущим был Арташес Саркисян, который объявлял номера резидентов. С 2010 по 2015 годы ведущими шоу были Гарик Мартиросян и Павел Воля. В 2015 место Гарика Мартиросяна занял Тимур Батрутдинов. Через несколько выпусков его сменил Гарик Харламов. C 2022 года Гарика Харламова и Павла Волю, в качестве ведущего, периодически заменял Андрей Бебуришвили. С 11 октября 2024 года Харламов и Бебуришвили выступают в качестве второго ведущего в равной степени. В двух выпусках, 7 и 21 марта 2025 года, в качестве приглашённой ведущей выступила Ольга Бузова.

### Гости
Российские
За время существования Comedy Club побывали в гостях и пообщались с ведущими свыше 3500 человек — звёзды кино, музыки, спорта и искусства; политические деятели, блогеры (Александр Овечкин, Олег Меньшиков, Иосиф Кобзон, Игорь Крутой, Вячеслав Фетисов, Константин Ивлев, Гарик Сукачёв, Иван Ургант, Григорий Лепс, Юрий Стоянов, «Любэ», Филипп Киркоров, Сергей Собянин, Лев Лещенко, Олег Газманов, Сергей Мазаев, Сергей Бурунов, Александр Петров, Борис Грачевский, Александр Кержаков, Татьяна Навка, Ольга Бузова, Артём Дзюба, Анастасия Ивлеева, Баста, Сергей Жуков, Игорь Угольников, Милош Бикович, Вован и Лексус, Александр Цыпкин, Леонид Слуцкий, Лариса Гузеева, Александр Гудков, Артемий Лебедев и другие), а также люди необычных профессий и интересов (основатель сети отелей для котов, мужчина с невестой-киборгом, специалист по human design, танцевально-двигательный терапевт, создатель бьюти-такси и другие).
Некоторые из звёзд также принимали участие в номерах с резидентами, в том числе Тиль Швайгер, Вера Брежнева, Лариса Долина, Светлана Лобода, Ольга Серябкина, Леонид Агутин, Григорий Лепс, Тимати, Kristina Si, МОТ, Николай Басков, Андрей Малахов, Игорь Николаев, Ольга Бузова, Лев Лещенко, Гоша Куценко, Сергей Жуков, Наталья Рудова, Нюша, Полина Гагарина, Иван Ургант, Анна Седокова, Jukebox trio, Михаил Шуфутинский и другие.
Иностранные
Актёр Тиль Швайгер (2013 год), актриса и модель Пэрис Хилтон (2013), певец Крейг Дэвид (2013), режиссёр Эмир Кустурица (2013), диджей Давид Вендетта (2013), группа Las Ketchup (2014 год), экс-баскетболист Деннис Родман (2014), группа Gipsy Kings (2014), продюсер и диджей Боб Синклер (2014), композитор и музыкант Горан Брегович (2015), актёр Жан-Клод Ван Дамм (2018), боец смешанных единоборств Джефф Монсон (2018), чешский певец Ладислав Бубнар (2018), «Мисс Финляндия» Алина Воронкова (2018), актёр Сами Насери (2017), австралийская певица Перукуа (2019), испанский футбольный тренер Жорди Гратакос (2019), боксёр Рой Джонс (2021).

## Обзор сезонов
Ф — Фестиваль
СП — Специальный сезон/выпуск
НГ - Новогодний выпуск
| Сезон | Сезон                                       | Выпуски | Премьерный показ | Премьерный показ | Премьерный показ |
| №     | Название                                    | Выпуски | Премьера сезона  | Финал сезона     | Телеканал        |
| ----- | ------------------------------------------- | ------- | ---------------- | ---------------- | ---------------- |
| 1     | —                                           | 52      | 23 апреля 2005   | 8 июля 2006      | ТНТ              |
| 2     | —                                           | 46      | 15 июля 2006     | 1 сентября 2007  | ТНТ              |
| Ф     | Comedy Club Festival (Турция)               | 6       | 28 июля 2006     | 8 сентября 2006  | ТНТ              |
| —     | Камеди на Первом                            | 4       | 10 ноября 2006   | 6 апреля 2007    | Первый канал     |
| НГ    | Новогодний                                  | 2       | 31 декабря 2006  | 1 января 2007    | ТНТ              |
| Ф     | Comedy на Пафосе                            | 10      | 3 января 2007    | 12 января 2007   | ТНТ              |
| 3     | —                                           | 41      | 8 сентября 2007  | 6 сентября 2008  | ТНТ              |
| НГ    | Новогодний                                  | 2       | 31 декабря 2007  | 1 января 2008    | ТНТ              |
| Ф     | Comedy Clan на Сицилии                      | 3       | 24 февраля 2008  | 24 февраля 2008  | ТНТ              |
| Ф     | Comedy в Китае                              | 1       | 26 июля 2008     | 26 июля 2008     | ТНТ              |
| 4     | —                                           | 53      | 19 сентября 2008 | 26 декабря 2009  | ТНТ              |
| НГ    | Новогодний                                  | 2       | 31 декабря 2008  | 1 января 2009    | ТНТ              |
| Ф     | Comedy в Греции                             | 1       | 24 апреля 2009   | 24 апреля 2009   | ТНТ              |
| Ф     | Comedy на Лансароте                         | 1       | 26 октября 2009  | 26 октября 2009  | ТНТ              |
| НГ    | Новогодний                                  | 2       | 31 декабря 2009  | 1 января 2010    | ТНТ              |
| 5     | —                                           | 42      | 7 января 2010    | 10 июня 2011     | ТНТ              |
| Ф     | Comedy в Египте                             | 1       | 26 апреля 2010   | 26 апреля 2010   | ТНТ              |
| НГ    | Новогодний                                  | 2       | 31 декабря 2010  | 1 января 2011    | ТНТ              |
| 6     | —                                           | 40      | 2 сентября 2011  | 14 сентября 2012 | ТНТ              |
| НГ    | Новогодний                                  | 1       | 1 января 2012    | 1 января 2012    | ТНТ              |
| 7     | —                                           | 17      | 21 сентября 2012 | 19 января 2013   | ТНТ              |
| НГ    | Новогодний                                  | 1       | 1 января 2013    | 1 января 2013    | ТНТ              |
| 8     | —                                           | 10      | 24 февраля 2013  | 26 апреля 2013   | ТНТ              |
| 9     | —                                           | 26      | 8 мая 2013       | 1 марта 2014     | ТНТ              |
| Ф     | 10 лет Comedy (Юрмала)                      | 9       | 23 августа 2013  | 25 октября 2013  | ТНТ              |
| НГ    | Новогодний                                  | 2       | 1 января 2014    | 2 января 2014    | ТНТ              |
| 10    | —                                           | 31      | 8 марта 2014     | 26 декабря 2014  | ТНТ              |
| Ф     | Comedy Club Юрмала                          | 8       | 22 августа 2014  | 3 октября 2014   | ТНТ              |
| Ф     | Сочи                                        | 4       | 24 октября 2014  | 14 ноября 2014   | ТНТ              |
| СП    | Большой Stand Up Павла Воли 2014            | 1       | 30 декабря 2014  | 30 декабря 2014  | ТНТ              |
| НГ    | Новогодний                                  | 2       | 31 декабря 2014  | 1 января 2015    | ТНТ              |
| 11    | —                                           | 26      | 27 февраля 2015  | 22 января 2016   | ТНТ              |
| Ф     | Казань                                      | 1       | 28 августа 2015  | 28 августа 2015  | ТНТ              |
| Ф     | Неделя высокого юмора в Сочи                | 6       | 4 сентября 2015  | 9 октября 2015   | ТНТ              |
| СП    | Comedy Club на «Формуле-1» в Сочи           | 5       | 23 октября 2015  | 20 ноября 2015   | ТНТ              |
| СП    | Большой Stand Up Павла Воли 2015            | 1       | 30 декабря 2015  | 30 декабря 2015  | ТНТ              |
| НГ    | Караоке Star — 2015                         | 2       | 31 декабря 2015  | 1 января 2016    | ТНТ              |
| 12    | —                                           | 56      | 4 марта 2016     | 3 февраля 2017   | ТНТ              |
| СП    | Comedy Club на «Формуле-1» в Сочи — 2016    | 2       | 27 мая 2016      | 3 июня 2016      | ТНТ              |
| СП    | Большой Stand Up Павла Воли 2016            | 1       | 30 декабря 2016  | 30 декабря 2016  | ТНТ              |
| НГ    | Караоке Star — 2016                         | 2       | 31 декабря 2016  | 1 января 2017    | ТНТ              |
| 13    | —                                           | 51      | 3 марта 2017     | 26 января 2018   | ТНТ              |
| НГ    | Караоке Star — 2017                         | 2       | 31 декабря 2017  | 1 января 2018    | ТНТ              |
| 14    | —                                           | 45      | 22 февраля 2018  | 15 февраля 2019  | ТНТ              |
| Ф     | Comedy Club в Армении                       | 3       | 21 сентября 2018 | 5 октября 2018   | ТНТ              |
| СП    | Большой Stand Up Павла Воли 2018            | 1       | 30 декабря 2018  | 30 декабря 2018  | ТНТ              |
| НГ    | Караоке Star — 2018                         | 2       | 31 декабря 2018  | 1 января 2019    | ТНТ              |
| 15    | —                                           | 32      | 22 февраля 2019  | 17 января 2020   | ТНТ              |
| СП    | Новый Мартиросян                            | 2       | 27 декабря 2019  | 29 декабря 2019  | ТНТ              |
| СП    | Эдуард Суровый. Слёзы Брайтона              | 1       | 30 декабря 2019  | 30 декабря 2019  | ТНТ              |
| НГ    | Новогодний Comedy Club                      | 2       | 31 декабря 2019  | 1 января 2020    | ТНТ              |
| 16    | —                                           | 17      | 6 марта 2020     | 25 декабря 2020  | ТНТ              |
| СП    | Карантин Style                              | 5       | 27 марта 2020    | 24 апреля 2020   | ТНТ              |
| НГ    | Короли вечеринки                            | 2       | 31 декабря 2020  | 1 января 2021    | ТНТ              |
| 17    | —                                           | 28      | 26 февраля 2021  | 17 декабря 2021  | ТНТ              |
| НГ    | Камеди против всех                          | 2       | 31 декабря 2021  | 1 января 2022    | ТНТ              |
| СП    | Новогодний концерт Гарика Мартиросяна       | 1       | 7 января 2022    | 7 января 2022    | ТНТ              |
| 18    | —                                           | 19      | 9 сентября 2022  | 27 января 2023   | ТНТ              |
| СП    | Эпоха осуждения. Концерт Андрея Бебуришвили | 1       | 11 ноября 2022   | 11 ноября 2022   | ТНТ              |
| НГ    | Харламов против Comedy                      | 2       | 31 декабря 2022  | 1 января 2023    | ТНТ              |
| 19    | —                                           | 22      | 3 марта 2023     | 15 декабря 2023  | ТНТ              |
| СП    | ТНТ25                                       | 1       | 15 сентября 2023 | 15 сентября 2023 | ТНТ              |
| НГ    | ComedyVision                                | 2       | 31 декабря 2023  | 1 января 2024    | ТНТ              |
| СП    | Большой Stand Up Павла Воли 2024            | 1       | 12 января 2024   | 12 января 2024   | ТНТ              |
| 20    | —                                           | 25      | 1 марта 2024     | 20 декабря 2024  | ТНТ              |
| НГ    | ComedyVision                                | 2       | 31 декабря 2024  | 1 января 2025    | ТНТ              |
| 21    | —                                           | 10      | 28 февраля 2025  | 2 мая 2025       | ТНТ              |

На фестивале в Турции в 2006 году вместе с основными резидентами участвовали Антон Федоров, Павел Клецкин, Дмитрий Покрас и Стас Борода. На фестивале на Пафосе гостей представлял Максим «Ледокол» Бахматов. Вместе с основными резидентами участвовали Павел Павлов, «Ля Мажор» Вахитов и Антон Борисов. На фестивале в Сицилии вместе с основными резидентами участвовали Слава «Скала» Комиссаренко и Дмитрий «Размазня» Невзоров.

## Авторская группа
Костяк авторской группы с начала существования шоу всегда составляли бывшие КВНщики. В первых сезонах авторами Comedy Club были нередко были сами актёры, исполнявшие миниатюры. Так, в одном из первых выпусков в титрах указаны Павел Воля, Гарик Мартиросян, Игорь Харламов, Таир Мамедов, Тимур Батрутдинов, Вадим Галыгин и Дмитрий Сорокин.
В 2025 году в авторскую группу Comedy Club входят (в скобках — название команд, в которых играли авторы, либо телешоу с их участием): Максим Тагиев, Амир Чегембаев (оба — «ГУУ-МИСиС»), Артём Скок («Парапапарам»), Дмитрий Ксенофонтов, Николай Лея (оба — «НАТЕ»), Виталий Коломыцев, Сергей Лунин (оба — «Утомлённые солнцем»), Дмитрий Скроботов («Максимум»), Давид Мурадян («Сборная Пятигорска»), Дмитрий Шутов («Доктор Хаусс»), Айсар Аль Тавил («Оптимус Прайм»), Олег Садыков («Сборная КубГУ»), Роман Сафонов, Никита Хамбиков (оба — «Сборная Татнефти»), Сергей Астахов, Павел Гавриленков; Алексей Шальнов, Илья Бебех, Владислав Соломко, Иван Ольшански (все — «Имени меня»), Александр Волобуев («ПриМа»), Артём Быканов («Чернозём»), Егор Кирильчик («Приказ 390»), Андрей Кайгородов, Артём Побережный, Никита Хурда (все — участники проекта «Comedy Баттл»).
В разное время авторами также были: Родион Бигулаев («Пирамида»), Сергей Минеев («Свердловск»), Александр Якушев («Прима»), Тимофей Куц («Сборная Санкт-Петербурга»), Сергей Кашников, Тимур Аристанбаев, Дмитрий Добролюбов, Александр Иванченко (все — «Горизонт»), Артём Кирсанов, Алексей Леонов (оба — «ГУУ-МИСиС»), Андрей Бабич, Илья Беляков, Иван Васенёв (все — «Плюшки»), Алевтина Кокушкина («Имени меня»), Андрей Кулагин (создатель Зеленоградской лиги КВН «КВН-МИЭТ»), Артур Агаджанов («Русская дорога»), Игорь Джабраилов (участник проекта «Comedy Баттл»).

## Формат передачи

### Музыкальное вступление
С 2013 по 2016 годы Comedy Club начинался с песни в исполнении известного артиста. На сцене проекта выступали Burito, Алсу, Глюкоза, Сергей Шнуров, Ёлка, Митя Фомин, «А’Студио», L’One, Антон Беляев, Noize MC, Бьянка, «ВИА Гра», «Банд’Эрос», Джиган, «Градусы», МОТ, Егор Крид, «Моя Мишель», Nyusha, «Время и стекло», Артур Пирожков, Ольга Бузова, Юлианна Караулова, Serebro, «Звери», Ивета Мукучян, MONATIK и другие.
В феврале 2019 года состоялась премьера рубрики Comedy Cover, в рамках которой Андрей Аверин, Зураб Матуа и Дмитрий Сорокин записывают кавер-версию известного трека вместе с его исполнителем. К февралю 2021 состоялись следующие релизы: «Life» и «Credo» Zivert, «Любимка» Niletto, «Импульсы» Елены Темниковой, «По волнам» Burito, «Сумасшедшая» Алексея Воробьёва, «Витаминка» Тимы Белорусских, «Тополиный пух» группы «Иванушки International», «Проблема» Ольги Бузовой, «Щека на щеку» Шарлота, «Трава у дома» группы «Земляне», «Ты не такой» Юлианны Карауловой, «Одиночество» Славы. Доступны в Apple Music и iTunes.

### Музыкальное оформление
Раз в несколько лет меняется музыкальное и визуальное оформление Comedy Club. Сначала резиденты выходили на сцену под фрагменты известных хитов. Позже Гарик Мартиросян, Семён Слепаков и DJ Грув специально написали для проекта музыку, которую исполнял оркестр. Через какое-то время её сменила новая версия, уже созданная только Гариком Мартиросяном и DJ Грувом. Третье музыкальное оформление от DJ Грува и креативных продюсеров шоу появилось в 2018 году. По словам DJ Грува, «оно в корне отличалось от двух предыдущих своей дерзостью, мощным саундом в стиле funk и bass music с зашкаливающим тестостероном и духом пиратства». В 2022 году появилось четвёртое музыкальное оформление от креативных продюсеров шоу и DJ Грува в стиле рок.

## Специальные выпуски
Тематические
- 26 ноября 2010 — бенефис Леонида Агутина[150]
- 10 октября 2014 — бенефис Григория Лепса[151]
- 24 марта 2017 — бенефис лейбла Black Star Inc.[152]
- 28 апреля 2017 — бенефис Филиппа Киркорова в честь его 50-летия[153][154]
- 12 октября 2018 — бенефис творческого объединения «Gazgolder»[155]
- 15 сентября 2023 — специальный выпуск к 25-летию телеканала «ТНТ»
- 15 декабря 2023 — бенефис Сергея Жукова[156]
- 26 апреля 2024 — бенефис Стаса Михайлова
- 1 ноября 2024 — специальный выпуск к 10-летию шоу «Однажды в России»
- 6 декабря 2024 — «Тот Камеди» с участием бывших резидентов[157]
- 25 апреля 2025 — специальный выпуск к 20-летию выхода первого выпуска в эфир

Также несколько раз в год проводятся бенефисы резидентов.
Новогодние
Comedy Club традиционно отвечает за новогоднюю ночь на телеканале ТНТ. В 2010—2011 годах он вручал премию «Звезда ТНТ». С 2015 по 2018 устраивал вокальный баттл «Караоке Star» между звёздами ТНТ. В канун 2020 года в эфир ТНТ вышел новогодний спецвыпуск «Король вечеринки», а в канун 2021 за звание королей вечеринки сражались команды Гарика Харламова и Павла Воли. В канун 2022 года вышел новогодний спецвыпуск «Все против Comedy Club», где резиденты сражались со звёздами российского шоу-бизнеса. Новогодняя ночь 2023 года в эфире ТНТ отметилась спецвыпуском «Харламов против Comedy», где команда звёзд шоу-бизнеса под руководством Гарика Харламова сражалась с резидентами Comedy Club. А в новогоднюю ночь 2024 года праздничный выпуск проекта Comedy Club вышел в формате уникального музыкального конкурса ComedyVision. Резиденты и звёзды исполнили новые юмористически версии популярных песен.
Фестивали-съёмки
Начиная с 2013 года, Comedy Club начал устраивать фестивали. Трижды состоялась «Неделя высокого юмора»: в 2013 и в 2014 — в Юрмале, а в 2015 — в Сочи. В 2015 году съёмки также прошли в рамках чемпионата мира по водным видам спорта в Казани и во время «Формулы-1 в Сочи». В 2016 году проект вновь стал частью российского этапа гонок, а в 2018 году впервые приехал в Ереван. В 2020 фестиваль Comedy Club должен был пройти в Дубае, который в связи с пандемией COVID-19 был перенесён на неопределённый срок, но в дальнейшем он вовсе не состоялся.
Карантин Style
В 2020 году в условиях пандемии COVID-19 Comedy Club снял 5 выпусков «Карантин Style» по видеосвязи.

## Производство передачи
Съёмочная группа
Режиссёры:
- Ксения Чашей (2005—2008)
- Дмитрий Ефимович (2008—2010)[178][179][180]
- Роман Новиков (2010—2023)[181][182]
- Николай Циркунов (2023—н. в.)

Операторы-постановщики:
- Андрей Каторженко (2008—2010)
- Герман Раевский (сентябрь — декабрь 2010)
- Андрей Квардаков (2011—2019)
- Никита Иванов (2020—н. в.)

Площадки
С 2005 по 2017 годы съёмки Comedy Club проходили в Golden Palace. В сентябре 2017 проект переехал в концертный зал «Барвиха Luxury Village», а в Golden Palace остались только проверочные вечеринки.

## Критика
- «В 2005 году произошло знаковое для российского юмора событие: именно тогда вышел в эфир первый выпуск нового шоу Comedy Club. Отечественные зрители, которые до этого момента смотрели лишь КВН и „Аншлаг“, полагая, что третьего не дано, открыли для себя новый мир стендапа и миниатюр[185].» Участник «Аншлага» и писатель-сатирик Михаил Задорнов называл участников Comedy Club талантливыми, но отказывал им в "остроумии и искромётности[186].

- В 2008 году резиденты Comedy Club приняли участие в телевизионном ток-шоу «Гордон Кихот». Александр Гордон обвинил проект в пошлости и использовании ненормативной лексики[15].

- В мае 2016 года Женя Синяков выступил с монологом про сайт Ростуризма и отметил, что тот предлагает путешественникам всего 2 маршрута на выбор, а национальный календарь мероприятий не соответствует ожиданиям. В ведомстве отреагировали на шутку резидента и объяснили, что информация для туристов находится на другом портале. На этом история не закончилась. Спустя год с Синяковым ещё раз связались представители Ростуризма и сообщили, что пересмотрели свою интернет-стратегию и сделали ресурс более понятным и удобным[187].

- В апреле 2019 года депутат Государственной думы от ЛДПР Василий Власов раскритиковал Comedy Club за шутки про депутатов и возмутился отсутствием в передаче шуток про губернаторов и правительство[188]: «Это отвратительно. Шутят про депутатов всё время: депутаты и депутаты, и во всём они виноваты, и икру они ложкой едят, и лобстеров. Никто не шутит про губернаторов. Почему? Почему никто не шутит про правительство?»

- В ноябре 2019 года Павел Воля выступил с монологом про инста-моделей в политике, видеозапись которого была позже опубликована на YouTube-канале телеканала ТНТ. Ролик мгновенно стал вирусным и за сутки собрал почти четыре миллиона просмотров и тысячи комментариев[189][190].

- В декабре 2019 шоу «Вписка» сделала 2 выпуска про то, как Comedy Club изменил юмор в России[191].

- В 2018 году номер «Лучше всех» с Гариком Харламовым и Тимуром Батрутдиновым стал самым популярным видео российского YouTube, а 3-е место заняла миниатюра «Паспортный стол» с Демисом Карибидисом и Андреем Скороходом[192].

- В 2019 году сразу 2 номера Comedy Club попали в топ самых популярных видео на YouTube: монолог Павла Воли про настоящих женщин и «Неожиданная развязка» с участием Демиса Карибидиса и Андрея Скорохода[193].

- 2 марта 2020 года на YouTube-канале «БесогонTV» было опубликован новый выпуск авторской программы Никиты Михалкова, куда вошёл целый номер Comedy Club «Важное совещание» про табличку[194].

- 5 мая 2020 года министр промышленности и торговли Татарстана Альберт Каримов в своём докладе на заседании итоговой коллегии министерства, посвящённой работе в прошлом году, задачам на 2020-й и перспективам до 2024 года, использовал видеофрагмент из номера «Важное совещание»[195].

- 3 ноября 2020 года на канале «вДудь» вышло интервью Юрия Дудя с Моргенштерном, в ходе которого Алишер отметил, что раньше смотрел Comedy Club, но больше не считает его юмор смешным. Дудь в ответ сказал, что «проект — академический пример того, как люди стали суперпопулярны и суперизвестны, потому что они шутили над чем-то, потом сами в него превратились, и их ремесло (в их случае — комедия) перестало работать». Гарик Харламов решил ответить им и опубликовал в своём Instagram кадры, на которых они оба смеются над шутками ведущих Comedy Club:

Забавные метаморфозы Дудя и Моргенштерна. Академический пример лицемерия на мой взгляд. Клабу уже 18 лет и к ней можно относится по-разному, на вкус и цвет, как говорится, но пока у нее есть зритель она жива. А зритель есть и его очень много. Что по телеку, что на ютюбе. Со всем уважением к участникам этой беседы.Гарик Харламов

## Награды
- 2017 — премия «ТЭФИ-2017» в номинации «Юмористическая программа/шоу»[197][198].
- 2023 — премия «ТЭФИ-2023» в номинации «Развлекательное звёздное шоу прайм-тайма»[199].
- 2025 — премия «ТЭФИ-2025» в номинации «Юмористическая программа».

## Рейтинги
По России доля первого выпуска Comedy Club составила 9,6 % среди аудитории «14-44». В разные годы премьерные выпуски сезонов показывали долю от 14 до 17 % в той же аудитории, что выше средней доли канала. Доля новогоднего выпуска 2024 года ComedyVision составила 18,3 % (аудитория 14-44, 100+).

### Комментарии
1. ↑  Никита (Константин Маласаев), Гена (Дмитрий Вьюшкин), Стас (Андрей Шелков), Турбо (Сергей Гореликов) и Дюша Метёлкин (Андрей Минин)